# Ashen (videogioco 2018)
Ashen è un videogioco di ruolo/azione fantasy sviluppato dallo studio neozelandese AA4 e pubblicato da Annapurna Interactive per Xbox One e Microsoft Windows il 7 dicembre 2018. Uscito successivamente, rispettivamente il 9 e il 12 dicembre 2019, anche per Nintendo Switch e per PlayStation 4.